# Garland (Nebraska)
Garland je selo u američkoj saveznoj državi Nebraska. Prema popisu stanovništva iz 2010. u njemu je živjelo 216 stanovnika.